# Bierock

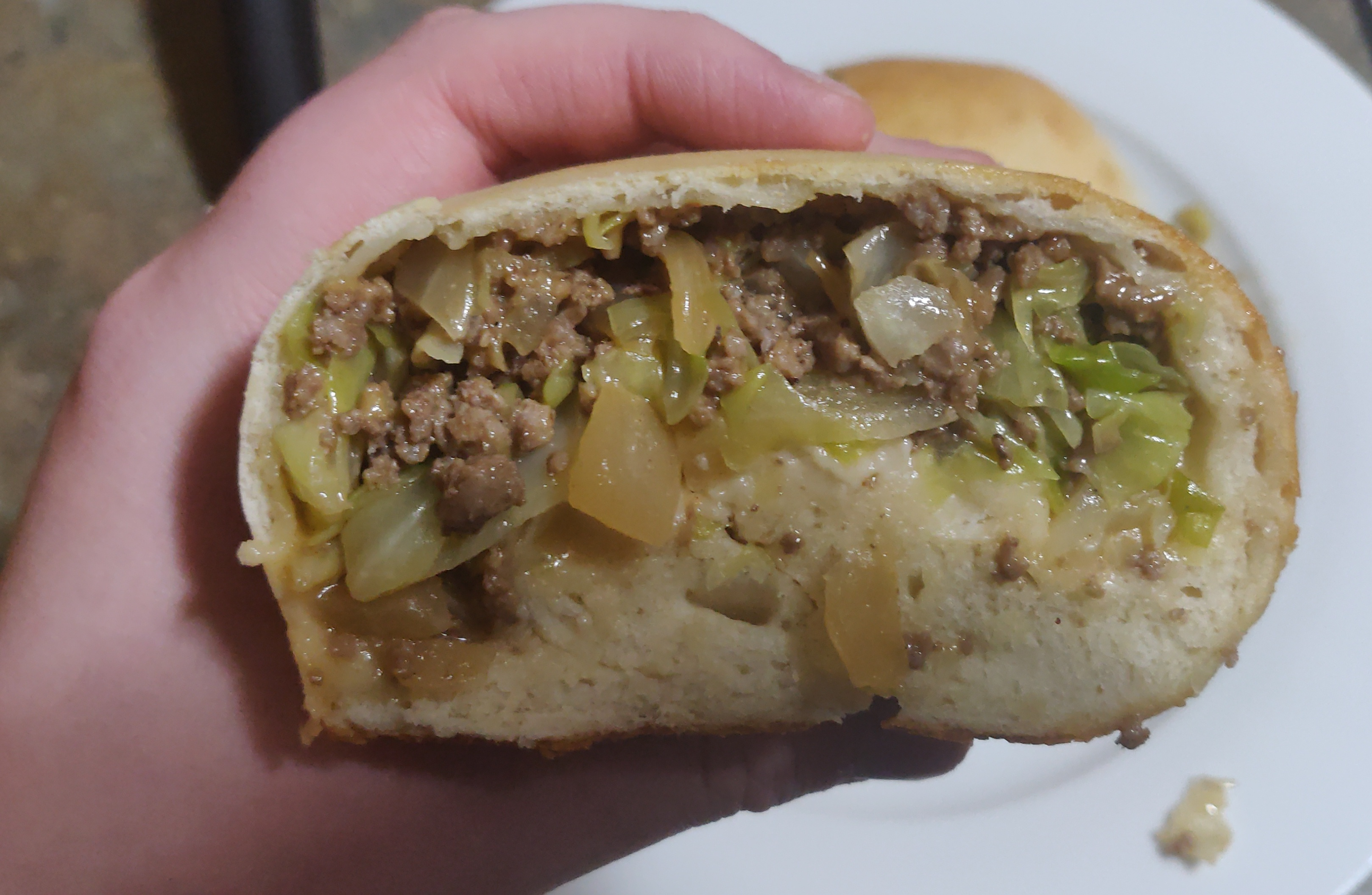
Bierock

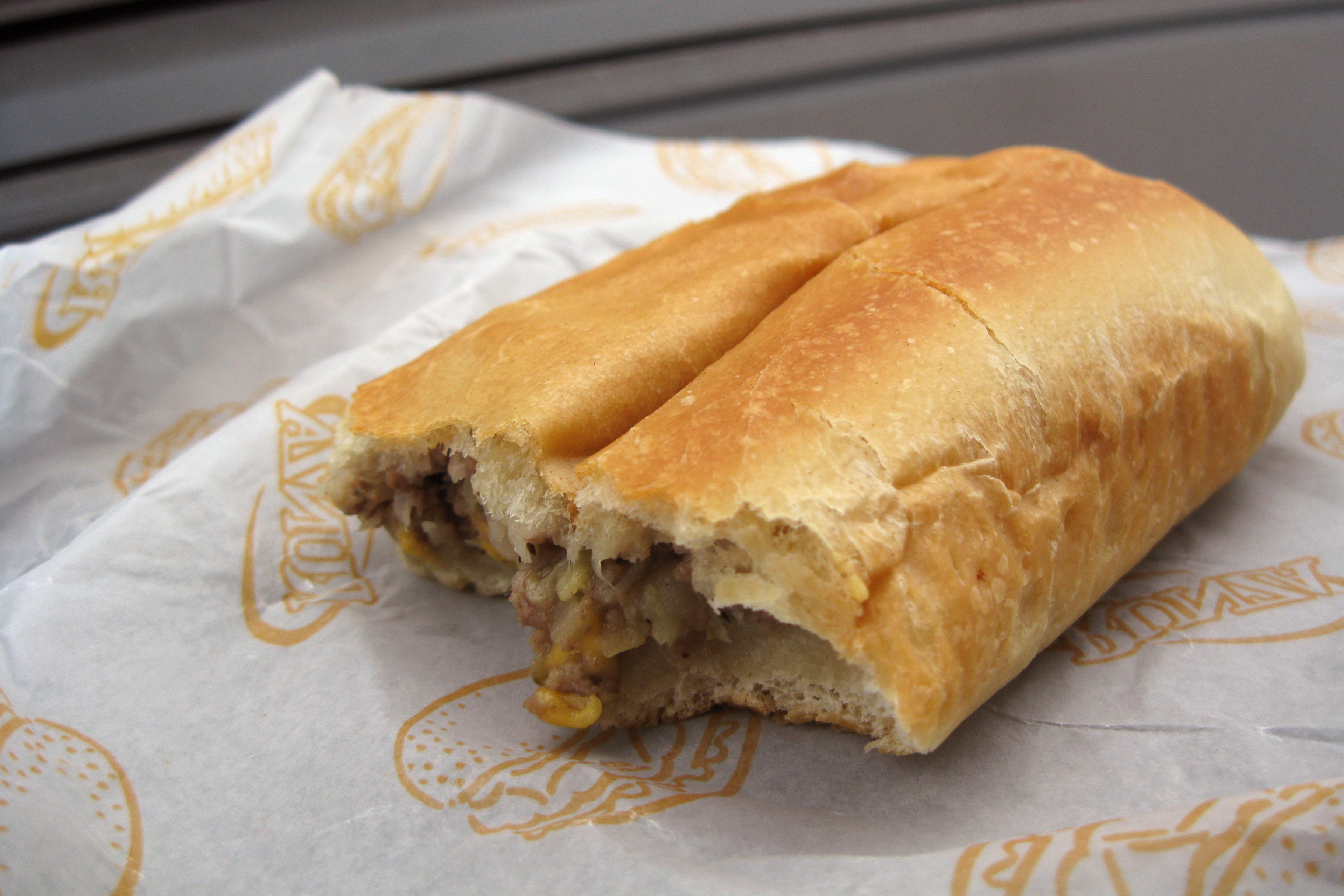
Runza

Bierock ist eine gefüllte Teigtasche.  Das Gebäck ist unter den Wolgadeutschen in den USA und in Argentinien verbreitet. Es wurde in den 1870er Jahren von deutsch-russischen mennonitischen Einwanderern in die Vereinigten Staaten gebracht. Andere Schreibweisen sind bieroch, beerock, berrock, bierox, beerrock und kraut bierock in den USA und pirok oder kraut pirok in Argentinien.
Bierock wird mit gekochtem und gewürztem Rinderhackfleisch, zerkleinertem Kohl und Zwiebeln gefüllt und im Ofen gebacken, bis der Teig goldbraun ist. Einige Varianten enthalten geriebene Karotten. Eine Variante des Bierocks in Nebraska heißt Runza.
Das Wort ist eine Verfälschung des russischen Pirog (Pirogge). Die Rezepte sind nahezu identisch mit typischen Rezepten für russische Piroggen.
In Argentinien findet jedes Jahr im Juli die Fiesta del Pirok (Bierock-Fest) in Crespo in der Provinz Entre Ríos statt.